# Walter Astudillo

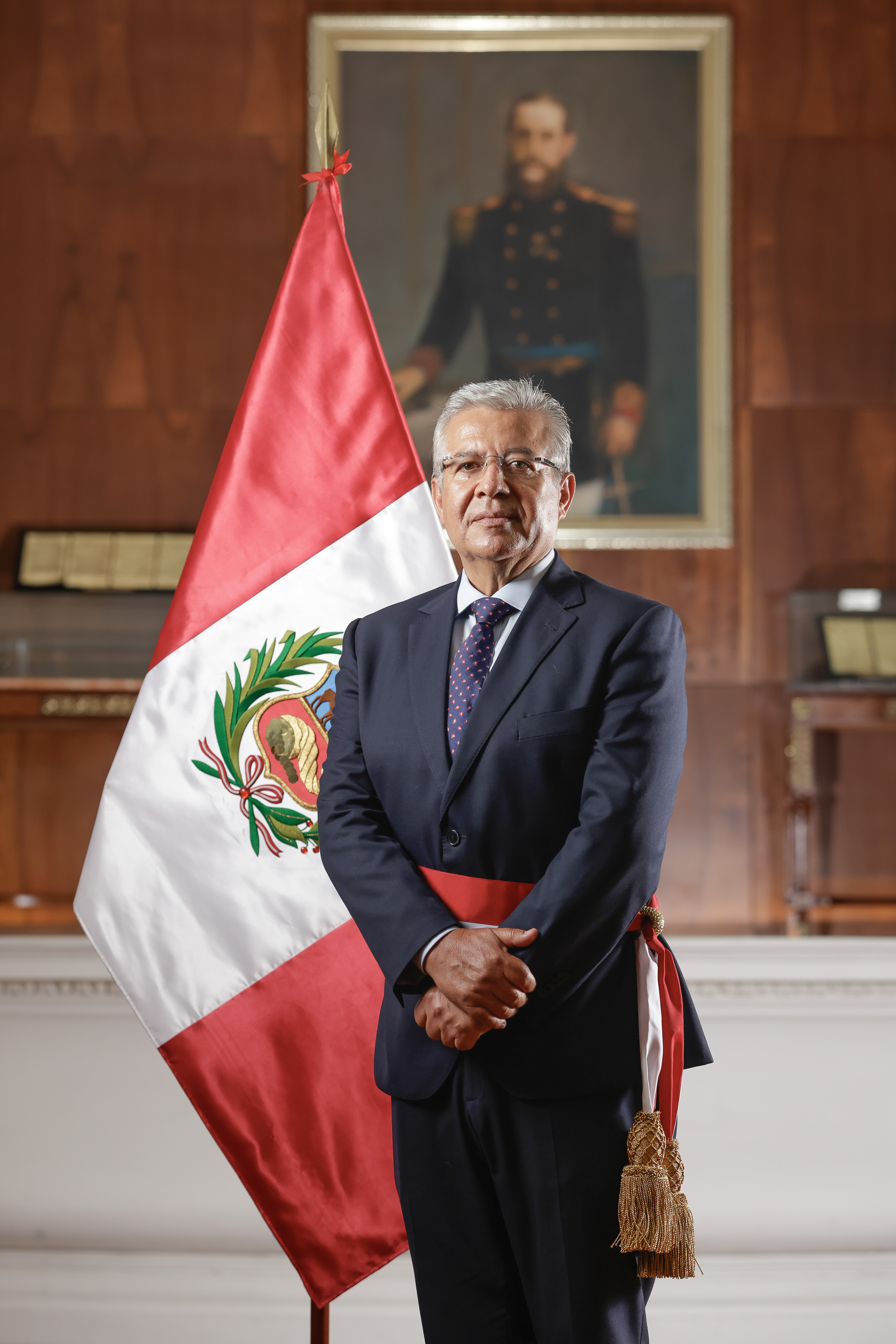
Walter Astudillo

Walter Enrique Astudillo Chávez (* 1960 in San Jacinto, Nepeña) ist ein peruanischer Offizier im Ruhestand, im Rang eines Generalmajors. Er ist der derzeitige Verteidigungsminister Perus in der Regierung von Dina Boluarte.

## Leben
Er war stellvertretender Kommandeur der 2. Armeedivision im Bezirk Rímac, Direktor des Zentralen Militärkrankenhauses im Jahr 2012, Leiter des Sekretariats für Sicherheit und Verteidigung (SEDENA) im Jahr 2013 und Direktor des Zentrums für fortgeschrittene nationale Studien (CAEN) von 2015 bis 2016. Im Jahr 2017 wurde er in den Rang eines Generalmajors befördert und wurde Berater des Verteidigungsministeriums.
Von 2018 bis 2019 war er Kommandierender General des Heeresausbildungs- und Doktrinenkommandos (COEDE). Im Jahr 2020 trat er in den Ruhestand.
Von 2021 bis 2023 war er Direktor des Zentrums für fortgeschrittene nationale Studien an der Graduiertenschule (CAEN-EPG). Er war auch Direktor des Zentrums für fortgeschrittene nationale Studien an der Graduiertenschule (CAEN-EPG) von 2021 bis 2023.

## Politik
Am 13. Februar 2024 wurde er von Präsidentin Dina Boluarte zum peruanischen Verteidigungsminister ernannt und vereidigt; dies geschah im Zuge einer Kabinettsumbildung.